# Middeloo
Middeloo was een in 1946 opgerichte onderwijsinstelling in de Nederlandse stad Amersfoort, met eerst een sociaal-pedagogische opleiding en later ook een kunstacademie. Na een aantal fusies is Middeloo opgegaan in de Hogeschool Utrecht (2005).

## Opzet
De oprichting van Middeloo in 1946 paste in de vernieuwingsdrang die zich in die tijd voordeed. In de politiek bleek die vernieuwingsdrang bijvoorbeeld uit de doorbraakbeweging. De totstandkoming van Middeloo was al tijdens de oorlog samen met Daniël Quirin Mulock Houwer voorbereid door Hertha Müller Kühlenthal en Wil Waardenburg. Alle drie waren zij verbonden aan kindertehuizen van de Amersfoortse Stichting Maatschappij Zandbergen. Aan het project werkten mensen vanuit verschillende levensbeschouwingen samen; onder hen was met name ook de (vrijzinnig) christelijke inslag vertegenwoordigd.

### Doelstelling
Door de opzet van Middeloo poogde men op een verantwoorde wijze te voorzien in de juist tijdens de naoorlogse jaren ontstellende behoefte aan zorg voor meer dan 45.000 kinderen. Men denke hierbij aan oorlogsslachtoffers, oorlogspleegkinderen, kinderen van politiek delinquenten, kinderen die met het civiel of het strafrecht in aanraking waren gekomen. 
Daarbij moest deze zorg worden gebaseerd op de nieuwste inzichten.
Het doel wilde men bereiken met een spoedopleiding voor jeugdleiders in inrichtingen ("zoowel kampen, tehuizen, als gestichten" aldus een prospectus uit 1946), voor gezinsverpleging en voor clubwerk in het algemeen.

### Programma en werkwijze
Het kenmerkende voor Middeloo was, dat spel en creatieve activiteiten van aanvang aan werden gezien als de centrale methodieken in de verschillende werkvelden. Het zich eigen maken van attitude en vaardigheden op dat gebied vormde dan ook een wezenlijk onderdeel van het curriculum, naast vakken als opvoedkunde, psychologie, gezondheidsleer, kinderbescherming, maatschappijleer, geestelijke stromingen. 
Ook "was en wasbehandeling, naaien, verstellen, dieetkeuken en eenvoudige administratie" stonden op het programma. Als essentieel element in de vorming werd gezien: het zelf ervaren van en vorm geven aan het internaatsleven gedurende de opleiding. De afgestudeerden zouden immers veelal met kinderen in instellingssituaties gaan werken. 
De cursusduur was één jaar. De (ongeveer 30) cursisten verbleven tot ver in de jaren 50 intern.

### Grondgedachte van waaruit gewerkt werd
Eén grondgedachte verbond de diverse opleidingen binnen Middeloo: "Het is mogelijk mensen via het spel te helpen bij hun persoonsontwikkeling. Binnen de beschermende werking van het spel kan men zich uiten, zichzelf zijn en worden, en van hieruit zijn plaats in de maatschappij innemen. Want het spel is een situatie waarin mensen 'vrij', dat wil zeggen zonder maatschappelijk 'nut' en consequenties, bezig kunnen zijn. Het is de taak van de leider de spelsituaties zo te creëren dat zij verband houden met de doelstellingen van de instelling waarbinnen hij werkt. Deze kunnen van vormende, opvoedende of therapeutische aard zijn. [...]" (1972, Bijlage bij de uitnodiging voor de viering van het 25-jarig bestaan van Middeloo).
In de loop der jaren ontwikkelde de instellingsstaf - o.w. met name vooral de groepsleidster en muziekpedagoge Wil Waardenburg en van 1952 tot 1972 de muziekpedagoog en psycholoog Maks Kliphuis (1923-2015) - in nauwe samenwerking met de studenten de Creatief Proces Theorie. In de brochure uit 1987 Omtrent Middeloo bij gelegenheid van het 40-jarig bestaan worden enkele fundamentele theoretische inzichten als volgt omschreven: 
"In enkele zinnen (te) kort samengevat komt de creatief proces theorie op het volgende neer. -Leren en menselijke ontwikkeling is te begrijpen en te benoemen als het zich voltrekken van creatieve processen. -Helpen bij leren en ontwikkeling is te begrijpen en te benoemen als het maken van voorwaarden waaronder creatieve processen kunnen ontstaan. -De grootste belemmering bij het tot stand komen van creatieve processen is normativiteit, de grootste belemmering bij het verlenen van hulp is de normativiteit van de helper. -Creatieve processen voltrekken zich bij uitstek in situaties waarin met grenzen geëxperimenteerd kan worden, omdat het maar 'alsof'-situaties zijn, d.w.z. in situaties die als spel begrepen en ervaren kunnen worden. [...]"

## Oprichting en eerste bestuur
De initiatiefneemster voor de oprichting van Middeloo was mej. zr. H.C.L. (Hertha) Müller Kühlenthal (1905-1990), die voordien jarenlang directrice in kindertehuizen was geweest. Zij had van 1946 tot 1968 ook de leiding over de opleiding. Als cursusleider was prof. dr. C.A. Mennicke beschikbaar, wijsgeer en psycholoog, directeur van de Internationale School voor Wijsbegeerte te Leusden.
Middeloo werd opgericht op 28 september 1946 in tegenwoordigheid van prinses Juliana, die het werk van de opleiding met belangstelling is blijven volgen.
De oprichting werd financieel gesteund door Nederlandsch Volksherstel, de Rotary-club en haar vrouwelijke tegenhangster de Soroptimisten en door een gift van de expirerende Commissie Kindervoeding te Amersfoort – een illegaal fonds uit de oorlogsjaren.
De opleiding is jarenlang gevestigd geweest in het kapitale landhuis Middeloo aan de Koningin Wilhelminalaan 1 te Amersfoort, met later bovendien nog enkele dependances in naburige villa's (De Berken en Lumey).
Het instituut stond onder beheer van de Stichting Opleidingscentrum Sociale Jeugdzorg Middeloo. 
De volgende personen maakten in 1946 deel uit van het bestuur van deze stichting: 
- voorzitter – drs. L. Leopold, directeur Rijks HBS te Amersfoort;
- secretaris – orthopedagoog Daniël Quirin Mulock Houwer, directeur van het Nationaal Bureau Kinderbescherming, secretaris van de Vereeniging tot opleiding van maatschappelijke werkers; zelf oudpupil, maar later groepsleider en in 1946 directeur van het kindertehuis Zandbergen te Amersfoort;
- penningmeester – J.C. Klaassen, oud-notaris te Amersfoort;
- lid – P.C. Faber, secretaris Stichting voor maatschappelijke werkers op humanistischen grondslag;
- lid – ir. A.J. Gerritse, voorzitter van de pas opgerichte Nederlandse Jeugdgemeenschap (NJG) te Amersfoort,
- lid – ds. T.H. Meyer, voorzitter van de Vereeniging van Directeuren en Directrices van Rijks- en Particuliere Opvoedingsgestichten;
- lid – J. Peters, algemeen secretaris van de NJG; vóór de oorlog landelijk secretaris en vervolgens voorzitter van de Arbeiders Jeugd Centrale (AJC)).

De verscheidenheid in achtergronden van de bestuursleden weerspiegelt de breedte van het draagvlak.

## Organisatorische ontwikkelingen
In 1953 fuseerde Middeloo met Van Brienenoord, een naar de geest verwante instelling te Rotterdam.
Halverwege de jaren 60 werd een Academie voor Beeldende Vorming afgesplitst van de Sociaal-Pedagogische opleiding.
In 1968 werd de directrice mej. zr. Hertha Müller Kühlenthal opgevolgd door de muziekpedagoog en groepswerker Mottel Brom.
In 1987 fuseerde de instelling met een vergelijkbare opleiding, de sociale academie de Jelburg te Baarn.
Het instituut stond jarenlang bekend als een van de drie 'Mikojel'-opleidingen. 'Mikojel' is de verzamelnaam voor de sociaal-pedagogische opleidingen Middeloo, Kopse Hof (Nijmegen) en Jelburg (Baarn).

## Verdere ontwikkeling van de opleiding
Al na enkele jaren – maar vooral in 1953 – werd de opleiding sterk uitgebreid. In samenspraak met de scholen voor maatschappelijk werk en het Centrum Kerk en Wereld (nu Hogeschool De Horst) te Driebergen kwam een twee en een half jaar durend leerprogramma tot stand. 
Het einddiploma daarvan omvatte het jeugdbeschermingsbrevet B met de specialisatierichtingen kinderbescherming en massajeugdwerk. 
In de loop van de tijd groeiden de studies uit tot verschillende curricula, die drie tot vier studiejaren konden tellen.
In de jaren 60 werden onder meer voortgezette opleidingen creatieve therapie (muziektherapie, beeldende therapie en dramatherapie) ontwikkeld. De opleiding voor 'Activiteitenleiders' met medium-specialisaties Beeldend, Drama en Muziek startte in 1965, enkele jaren later werd dit de Opleiding Creatieve Therapie.

## Relevante publicaties
- Lex Wils (red.): Bij wijze van spelen. Creatieve processen bij vorming en hulpverlening. - Sociale en culturele reeks. - Samsom Uitgeverij, Alphen aan den Rijn, (1973); ISBN 90 14 021828 (1e druk; volgende oplagen verschenen in 1974, 1977, 1979). Met bijdragen van Mottel Brom, Lex Wils, Maks Kliphuis, Marianne Moormans, Nel Kliphuis-Bothof, Wil Waardenburg.
- Middeloonummer van de Documentatiebladen van de Nederlandse Vereniging voor expressieve en creatieve therapie en van de stichting voor muziektherapie jaargang 8, no 3, november 1972. (Inleiding door Mottel Brom; bijdragen van Corry de Jong, B. van Vollenhoven-Alt, H. Mollevanger-Haan, W.I.H. Waardenburg, W. Verf, M. Fortuin-Stapel, N.B. Groot, Chr.C. Hundling, Hennie Land; A.H. Hijmans van den Bergh)
- Jos Bouten: 'Alleen het toilet wordt nu nog niet als leslokaal gebruikt. Mevrouw W.I.H. Waardenburg 33 jaar op Middeloo' . - (Reportage in Amersfoortse Courant/Veluws Dagblad 30 juni 1979)
- Herman Smitskamp: 'Verwarringen en ontdekkingen. Onderzoek naar de kreatief procestheorie. Verslag van een samenwerkingsprojekt van de vakgroep Orthopaedagogiek van de Universiteit van Amsterdam en de S.P.O Middeloo'. - Amersfoort S.P.O. Middeloo (1981)
- Mottel Brom: 'Kreatieve therapie' . - In:  J. v.d. Ploeg (red.): Jeugd (z)onder dak (Samsom, Alphen a.d. Rijn 1983; ook in: M.M. Brom 'Over de kreatief proces theorie en haar toepassingsmogelijkheden', 1984)
- Mottel M. Brom: 'Over de kreatief procestheorie en haar toepassingsmogelijkheden: Voordrachten, lessen en  andere publikaties geselekteerd en geredigeerd door H. Smitskamp'. - Interne Middeloo-uitgave (1984)
- P. Schwartz (red.): 'Wij hebben Abraham gezien', afscheidsbundel voor Mottel Brom door medewerkers van Middeloo' . - Amersfoort, S.P.O. Middeloo (mei 1984)
- Lex Wils e.a.: 'Omtrent Middeloo: Een landhuis dat een school werd en een begrip. Een wijze van hulpverlenen en de geschiedenis van werktheorieën die zich daar om heen ontwikkelen. Bij gelegenheid van het 40-jarig bestaan'. - S.P.O. Middeloo (1987)
- Maks Kliphuis: 'Kreatieve therapie: terugblik en vooruitzicht' - Intern stencil (9 pp) dd 23.10.1987
- Eveline Grabau en Henriëtte Visser (red.): 'Creatieve Therapie : Spelen met mogelijkheden' . - (Deventer, Van Loghum Slaterus,1987 en latere oplagen c.q. herdruk; Bohn Stafleu Van Loghum 2002)
- Herman Smitskamp en J. te Velde (red.): 'Het Kreatief Proces. Toepassingen in therapie en onderwijs'. - Uitgeverij Phaedon, Culemborg (1988)
- 'Hertha Müller Kühlental 1905-1990'. - Naar aanleiding van haar begrafenis intern verspreid gedenkboek onder redactie van Bert Jantzen, Joep Houben en Jos Sperling. Met een 'Ten Geleide' door Wil Waardenburg, bijdragen door ruim veertig betrokkenen en een afscheidsbrief van Middeloo uit 1968 van Hertha zelf.
- Wouter Paap: 'Muzikaal jeugd- en vormingswerk'. - In: Mens en Melodie, Algemeen maandblad voor muziek (red. Wouter Paap en Jaap Kunst). - 15e jaargang 1960, Utrecht/Antwerpen, Uitgeverij Het Spectrum N.V., pp163 t.m.166
- Henk Smeijsters: 'Handboek Creatieve Therapie'. - Coutinho, Bussum 2008 (3e herz. dr.)
- Johan Quaghebeur, Joergen Mispelblom Beijer : Overleven in Sperrgebiet, Een kindertehuis in Den Treek als onderduiklocatie tijdens WO II, Historische Kring Leusden, 2023